# Stazione di Sevegliano
Stazione di Sevegliano vasútállomás Olaszországban, Bagnaria Arsa településen.

## Vasútvonalak
Az állomást az alábbi vasútvonalak érintik:
- Udine-Cervignano-vasútvonal

## Kapcsolódó állomások
A vasútállomáshoz az alábbi állomások vannak a legközelebb:
- Stazione di Palmanova
- Stazione di Strassoldo